# ژان آنگلاد
ژان آنگلاد (به فرانسوی: Jean Anglade) (زاده ۱۸ مارس ۱۹۱۵ - درگذشته ۲۲ نوامبر ۲۰۱۷) نویسنده قرن بیستم میلادی اهل فرانسه بود.